# Resolució 1330 del Consell de Seguretat de les Nacions Unides
La Resolució 1330 del Consell de Seguretat de les Nacions Unides fou adoptada per unanimitat el 5 de desembre de 2000. Després de recordar les resolucions pertinents anteriors sobre Iraq, incloses les resolucions 986 (1995), 1111 (1997), 1129 (1997), 1143 (1997), 1153 (1998), 1158 (1998) i 1175 (1998), 1210 (1998), 1242 (1999), 1266 (1999), 1281 (1999), 1284 (1999), 1293 (1999) i 1302 (2000) sobre el Programa Petroli per Aliments el Consell va ampliar les disposicions relatives a l'exportació de petroli iraquians o derivats del petroli a canvi d'ajuda humanitària durant 180 dies més.
El Consell de Seguretat estava convençut de la necessitat d'una mesura temporal per proporcionar assistència humanitària al poble iraquià fins que el Govern de l'Iraq compleixi les disposicions de la resolució 687 (1991) i hagi distribuït l'ajuda a tot el país per igual.
Actuant sota el Capítol VII de la Carta de les Nacions Unides, el Consell va ampliar el programa Petroli per Aliments per un període de sis mesos addicional que començava a les 00:01 EDT el 6 de desembre de 2000. Els guanys de les vendes de petroli i altres transaccions financeres es destinaran de manera prioritària en el marc de les activitats de la Secretaria, de les quals el 13% s'utilitzarà per a les finalitats previstes a la Resolució 986. El Consell consideraria permetre la retirada de 15 milions de dòlars EUA del dipòsit fiduciari que s'utilitzarà per al pagament d'endarreriments en la contribució de l'Iraq al pressupost de les Nacions Unides. Els fons de fins a 600 milions d'euros dipositats al compte fiduciari també podrien ser utilitzats en equips i recanvis per a la indústria petroliera per augmentar la producció, subjecte a l'aprovació del Consell. Al mateix temps, els diners assignats a la Comissió de Compensació de les Nacions Unides es van reduir del 30% al 25%.
La resolució va demanar a tots els estats que continuessin cooperant en la presentació ràpida de sol·licituds i expedició de certificats d'exportació que facilitessin el trànsit de subministraments humanitaris. També va fer una crida als països que adoptessin totes les mesures apropiades per garantir que el subministrament humanitari arribés al poble iraquià tan aviat com fos possible. A més, es va demanar al govern iraquià que completés investigacions sobre la mort dels empleats de l'Organització de les Nacions Unides per a l'Agricultura i l'Alimentació.
Finalment, es va demanar al secretari general Kofi Annan que preparés un informe abans del 31 de març de 2001 sobre l'ús de rutes addicionals d'exportació per al petroli.